# Batu Satail
Batu Satail is een bestuurslaag in het regentschap Tapanuli Selatan van de provincie Noord-Sumatra, Indonesië. Batu Satail telt 391 inwoners (volkstelling 2010).